# Hipposideros cyclops
Hipposideros cyclops је сисар из реда слепих мишева и фамилије Hipposideridae.

## Угроженост
Ова врста није угрожена, и наведена је као последња брига јер има широко распрострањење.

## Распрострањење
Ареал врсте Hipposideros cyclops обухвата већи број држава. 
Врста има станиште у Судану, Камеруну, Републици Конго, ДР Конгу, Кенији, Танзанији, Централноафричкој Републици, Чаду (непотврђено), Републици Конго, Екваторијалној Гвинеји, Габону, Гамбији, Руанди, Сенегалу, Уганди, Нигеру, Нигерији, Бенину, Обали Слоноваче, Гани, Гвинеји Бисао, Либерији, Сијера Леонеу, Тогу и Бурундију (непотврђено).

## Станиште
Станишта врсте су шуме и саване до изнад 1000 метара надморске висине.